# Легенда синего моря
«Легенда синего моря» (кор. 푸른 바다의 전설, Pureun Badaui Jeonseol, Пхурын падаи чонсоль; англ. The Legend of the Blue Sea) — фэнтезийный телесериал, снятый в 2016—2017 годах в Южной Корее. Главные роли исполнили Чон Джихён и Ли Минхо. Сюжет рассказывает историю любви русалки и человека, которые погибли в прошлом и возродились в современном мире. Драма транслировалась на телеканале SBS каждую среду и четверг в 22:00 с 16 ноября 2016 г. по 25 января 2017 г..

## Сюжет
Главная сюжетная линия концентрируется на любви между Хо Джундже́ (Ли Минхо) и русалкой Симчо́н (Чон Джихён). Хо Джундже сбежал из дома в юном возрасте из-за жестокого отношения мачехи. Скитаясь по улицам, он встретил мошенника Нам Ду (Ли Хиджун), который стал его наставником. Позже к ним присоединился молодой хакер Тэ О (Шин Вонхо). Вместе они сформировали трио мошенников и с помощью афер опустошали счета граждан, зарабатывавших деньги не особо честными путями. Однажды Джундже находит в своем номере странную девушку, не умеющую разговаривать и совершенно ничего не знающую о мире людей, а на руке у неё драгоценный браслет, за который можно выручить хорошую сумму, но девушка необычайно сильна физически и заполучить драгоценность можно только хитростью. Обмануть наивное существо оказалось не так уж и сложно, но только вот в сердце расчётливого афериста начало зарождаться романтическое чувство, которое ему было совершенно ни к чему.
В сюжете также присутствует параллельная линия, переносящая зрителя во времена Чосон и повествующая о трагической судьбе молодого человека на госслужбе Ким Дамрёна (Ли Минхо) и русалки Сэва́ (Чон Джихён). Они стали жертвами человеческой жадности, страха и жестокости. Но, невзирая ни на что, их любовь прошла сквозь столетия и дала им шанс возродиться вновь.
В драме раскрываются тема перерождения и размышления о судьбе и выборе жизненного пути.

## Главные роли
- Чон Джихён — Симчон (в настоящем) / Сэ Хва (в прошлом)
- Ли Мин Хо — Хо Джундже (в настоящем) / Ким Дамрён (в прошлом)

### Второстепенные роли
- Ли Хиджун — Джо Намду / Пак Му (главный наставник и друг Хо Джундже)
- Син Вонхо— Тэ О (молчаливый хакер, «младший брат» мошенников, который приехал из Японии, так как в Корее самый быстрый интернет)
- Син Хесон — Чха Сиа (влюблена в Джундже, исследователь в KAIST, благодаря ей Джундже узнал о археологических находках, которые помогли ему узнать о его прошлом воплощении)
- Ли Джихун — Хо Джихён (старший сводный брат главного героя)
- Чхве Джону — Хо Ильджун (отец главного героя)
- На Ёнхи — Мо Юран (мама главного героя)
- Хван Синхэ — Кан Сохи́ (мачеха главного героя и мама сводного брата)
- Сон Донъиль[англ.] — Ма Дэён (сообщник мачехи)
- Пак Хэ Су — Хон Дон Пи (полицейский детектив, расследующий аферы Джундже)
- Син Ри Наа — Сиа Юна́ (девочка, с которой подружилась русалка)
- Ли Джэ Вон — Чжа Донсик (брат Чха Сиа и муж Ан Джинджу)
- Мун Со Ри — Ан Джинджу (жена брата Чха Сиа и работодатель матери Джундже)
- Чо Джон Сок[англ.] — Ю Джунхун (русал)
- Ли Хо Дже — профессор Джин Кин Вон
- Пак Чжи И — менеджер Нам
- Каль Со У — Сэва в детстве
- Шин Ин Су — Сэва в юности
- Чон Джин Со — Ким Дам Рён в детстве
- Чжинъён (Пак Чжин-Ён) — Ким Дам Рён в юности
- Ким Сон Рён — одна из жертв мошенников
- Кристал Чон — стюардесса

## Рейтинги[3]
| Эпизод №        | Дата            | TNmS по стране | TNmS по Сеулу | AGB Nielsen по стране | AGB Nielsen по Сеулу |
| --------------- | --------------- | -------------- | ------------- | --------------------- | -------------------- |
| 1               | 16.11.2016      | 15.4 %         | 18.9 %        | 16.4 %                | 18.0 %               |
| 2               | 17.11.2016      | 16.2 %         | 20.1 %        | 15.1%                 | 16.4%                |
| 3               | 23.11.2016      | 18.6 %         | 19.6 %        | 15.7 %                | 17.2 %               |
| 4               | 24.11.2016      | 17.9 %         | 21.3 %        | 17.1 %                | 18.4 %               |
| 5               | 30.11.2016      | 16.4 %         | 20.4 %        | 16.8 %                | 20.5 %               |
| 6               | 01.12.2016      | 18.1 %         | 20.2 %        | 18.9 %                | 22.1 %               |
| 7               | 07.12.2016      | 15.8 %         | 18.1 %        | 17.4 %                | 19.2 %               |
| 8               | 08.12.2016      | 17.4 %         | 19.7 %        | 17.4 %                | 19.1 %               |
| 9               | 14.12.2016      | 14.8%          | 16.4%         | 16.7 %                | 18.8 %               |
| 10              | 15.12.2016      | 16.8 %         | 19.2 %        | 17.5 %                | 19.3 %               |
| 11              | 21.12.2016      | 17.7 %         | 20.1 %        | 16.7 %                | 18.1 %               |
| 12              | 22.12.2016      | 16.3 %         | 18.0 %        | 17.3 %                | 18.7 %               |
| 13              | 28.12.2016      | 15.8 %         | 18.4 %        | 16.0 %                | 17.2 %               |
| 14              | 04.01.2017      | 15.1 %         | 18.1 %        | 17.8 %                | 18.7 %               |
| 15              | 05.01.2017      | 15.9 %         | 19.4 %        | 18.3 %                | 20.1 %               |
| 16              | 11.01.2017      | 15.1 %         | 19.0 %        | 18.9 %                | 20.7 %               |
| 17              | 12.01.2017      | 18.9%          | 22.2%         | 20.8 %                | 23.0%                |
| 18              | 18.01.2017      | 16.5 %         | 18.4 %        | 18.3 %                | 19.9 %               |
| 19              | 19.01.2017      | 18.7 %         | 20.4 %        | 21.0%                 | 22.2 %               |
| 20              | 25.01.2017      | 16.2 %         | 18.4 %        | 17.9 %                | 18.8 %               |
| Средний рейтинг | Средний рейтинг | 16.7 %         | 19.3 %        | 17.6 %                | 19.3 %               |

29 декабря 2016 года также транслировался специальный эпизод с рейтингом — TNmS по стране 14,5 %, AGB Nielsen по стране 11,2 %.

## Награды[5][6][7]
- 2017 Международный телевизионный фестиваль в Макао: «Лучший режиссёр» — Джин Хёк
- 2017 Annual Soompi Awards: «Дорама года»
- 2017 Annual Soompi Awards «Актёр года» — Ли Минхо
- 2017 Annual Soompi Awards «Лучшая пара» — Ли Минхо и Чон Джихён
- 2016 24 SBS Drama Awards Top Excellence Award, Actor in a Fantasy Drama: Премия высшего превосходства, актёр фэнтезийной драмы — Ли Минхо
- 2016 24 SBS Drama Awards Special Award, Actor in Fantasy Drama: Специальная премия, актёр фэнтезийной драмы — Сон Донъиль
- 2016 24 SBS Drama Awards Best Couple: Лучшая пара — Ли Минхо и Чон Джихён
- 2016 24 SBS Drama Awards Top 10 Stars Award: Топ 10 звезд — Ли Минхо и Чон Джихён
- 2016 24 SBS Drama Awards Idol Academy Award — Best Eating (Meokbang) — Чон Джихён